# Râul Dude
Râul Dude este un curs de apă, afluent al râului Poicu.

## Hărți
- Harta județului Cluj
- Harta Munții Bihor-Vlădeasa  Arhivat în 9 iunie 2008, la Wayback Machine.
- Harta Munții Vlădeasa